# Teófilo de Cesareia
São Teófilo (em latim: Theophilus) (†195) foi um bispo de Cesareia. Ele é conhecido pela sua oposição aos quartodecimanos. Ele é comemorado no dia dia 5 de março.

## Vida e obras
Ele foi citado por Eusébio como tendo participado de um sínodo sobre a Páscoa.
Segundo São Jerônimo em De Viris Illustribus ("Sobre Homens Ilustres"), ele escreveu uma epístola de grande utilidade contra aqueles que comemoravam a Páscoa juntamente com os judeus (Páscoa judaica), no décimo-quarto dia do mês (Quartodecimanismo).